# Macareux rhinocéros
Cerorhinca monocerata
Genre
Espèce
Statut de conservation UICN

 LC  : Préoccupation mineure
Le Macareux rhinocéros (Cerorhinca monocerata) est une espèce d'oiseaux marins appartenant à la famille des alcidés.

## Description
Le Macareux rhinocéros mesure 35 à 38 cm de longueur pour une masse moyenne de 533 g. Son bec est jaunâtre orangé avec une petite excroissance blanchâtre verticale à la base de sa mandibule supérieure d'où son nom spécifique.

## Habitat
En période internuptiale, le Macareux rhinocéros peuple les eaux marines qu'il s'agisse du large ou des zones plus côtières.

## Répartition

Distribution du Macareux rhinocéros

Cet oiseau hiverne essentiellement à proximité de ses zones de nidification en Asie et essentiellement du sud de la Colombie-Britannique (occasionnellement à partir du sud-est de l'Alaska) à la baie de Californie (île de Santa Margarita) en Amérique du Nord.

## Alimentation
Le Macareux rhinocéros consomme essentiellement des poissons tout au long de l'année. En hiver, il complète son régime avec des invertébrés (Euphausiidae et autres crustacés).